# СМОГ
СМОГ (расшифровывается как «Смелость, Мысль, Образ, Глубина») — литературное объединение молодых поэтов, созданное Владимиром Алейниковым и Леонидом Губановым в январе 1965 года. Одно из первых в СССР и самое известное из творческих объединений, отказавшееся подчиняться контролю государственных и партийных инстанций.
Организаторами СМОГа были: Леонид Губанов, Юрий Кублановский, Владимир Алейников, Аркадий Пахомов, Владимир Батшев. Через некоторое время в СМОГ также вошли Саша Соколов, Сергей Морозов, Вадим Делоне, Борис Дубин, Владимир Сергиенко, Татьяна Реброва, Александр Величанский, Владимир Бережков, Юлия Вишневская, Александр Урусов, Михаил Панов, Александр Васютков, Марк Янкелевич, Евгений Кушев, Эдуард Лимонов, Надежда Солнцева, Игорь Голубев, Юрий Каминский и другие — всего несколько десятков человек. К СМОГистам был близки художники Николай Недбайло и Валерий Кононенко. Почётным членом СМОГа были В. Буковский, поэты Э. Иодковский и А. Алшутов и философ Арсений Чанышев.
Аббревиатура СМОГ расшифровывалась обычно как «Самое Молодое Общество Гениев», лозунгом которого был: «Смелость, Мысль, Образ, Глубина», а творческий девиз — «Сжатый Миг Отражённый Гиперболой». По свидетельству Юрия Кублановского первоначально СМОГ был аббревиатурой от слов «Смелость, Мысль, Образ, Глубина», «это потом уж доброхоты переделали».

## История
Первое собрание участников СМОГа состоялось 12 февраля 1965 года в библиотеке имени Фурманова и включало в себя 15 человек.
Поэты, входившие в СМОГ, стихийно устраивали чтения на площади Маяковского, провели демонстрацию в защиту левого искусства, приняли участие в подготовке «митинга гласности». Выпустили несколько самиздатских сборников («Здравствуйте, мы гении», «Авангард», «Чу!», «Рикошет» и др.), издавали журнал «Сфинкс».
Власти преследовали смогистов — исключали из института, высылали из Москвы, насильственно помещали в психиатрические больницы и т. д.
Под давлением властей объединение просуществовало недолго. 14 апреля 1966 года состоялось последнее совместное чтение стихов.

## Значение
Это не было объединением на какой-то эстетической платформе: нам было всего по 17-18 лет, и мы в ту пору не могли ещё ставить перед собой сколько-нибудь самостоятельных и серьёзных эстетических задач. Скорее, это было объединение по «дружеству», мы были поколением, сменившим поэтов «оттепели». Это было время, когда отстранили доставшего всех Хрущёва, открывалась новая полоса советской истории. СМОГ стал для меня школой нонконформизма. Мы отказались от публикаций в советских журналах и издательствах, считая советскую литературную машину частью пропагандистского тоталитарного аппарата. Мы сразу стали ориентироваться на «самиздат» и создавали свою «параллельную» литературу. СМОГ довольно быстро распался, я не склонен к переоценке его значения. Но мы сохранили между собой дружеские отношения, чувство локтя и, главное, уверенность в том, что и в советской системе литератору возможно существовать самостоятельно, без государственных костылей. В ту пору у меня сложилась внутренняя если не эстетическая, то, по крайней мере, культурно-идеологическая платформа.— Юрий Кублановский